# Latrodectus garbae
Espèce
Latrodectus garbae est une espèce d'araignées aranéomorphes de la famille des Theridiidae.

## Distribution
Cette espèce est endémique de Colombie. Elle se rencontre dans les départements de Huila, de Tolima et de Caldas.

## Description
La femelle holotype mesure 6,65 mm.

## Étymologie
Cette espèce est nommée en l'honneur de Jessica Garb.

## Publication originale
- Rueda, Lozano, Muñoz-Charry, Velásquez-Vélez, Amézquita, Parra & Realpe, 2021 : « Phylogeny of the genus Latrodectus (Araneae: Theridiidae) and two new species from the dry forests in the Magdalena Valley-Colombia. » Species, vol. 22, no 70, p. 243-265.